# 周期蛋白依赖性激酶4
周期蛋白依赖性激酶4（英語：cyclin-dependent kinases 4，CDK4）是周期蛋白依赖性激酶家族成員之一，是真核細胞中調控細胞週期的蛋白質。